# Natação nos Jogos Olímpicos de Verão de 2024 - 100 m costas masculino
A prova dos 100 m costas masculino da natação nos Jogos Olímpicos de Verão de 2024 ocorreu em 28 e 29 de julho de 2024 na Paris La Défense Arena, em Paris. Um total de 46 nadadores de 36 Comitês Olímpicos Nacionais (CON) participaram do evento.

## Qualificação
Cada Comitê Olímpico Nacional (CON) poderia inscrever no máximo dois nadadores qualificados em cada evento individual, mas somente se ambos atingissem o "tempo de qualificação olímpica" (OQT). Um nadador por evento poderia potencialmente entrar se atingisse o "tempo de consideração olímpica" (OCT), ou se a cota total de 852 competidores não tivesse sido atingida. Os CONs também poderiam inscrever nadadores independentemente do tempo através das vagas de universalidade, mesmo que não tenham atingindo nenhum dos tempos de inscrição padrão (OQT/OCT).
Após o fim da janela de qualificação, a World Aquatics avaliou o número de nadadores que alcançaram o OQT, o número de nadadores somente para as provas de revezamento e o número de vagas de universalidade, antes de convidar aqueles com OCT para cumprir a cota total de 852. Além disso, as vagas no OCT foram distribuídas por evento de acordo com as posições no ranking mundial durante o prazo de qualificação. Para os 100 m costas masculino, o OQT foi de 53s74 e o OCT de 54s01.

## Formato
A competição consiste em três rodadas: preliminares, semifinais e final. Os nadadores com os 16 melhores tempos nas baterias preliminares avançam às semifinais. Já os nadadores com os 8 melhores tempos nas semifinais avançam à final. Desempates (swim-offs) são utilizados conforme necessário para quebrar os empates de avanço à próxima rodada.

## Calendário
Horário local (UTC+2)
| Data                | Horário | Fase         |
| ------------------- | ------- | ------------ |
| 28 de julho de 2024 | 10:00   | Preliminares |
| 28 de julho de 2024 | 19:35   | Semifinais   |
| 29 de julho de 2024 | 17:30   | Final        |

## Medalhistas
| Ouro   | ITA Thomas Ceccon |
| Prata  | CHN Xu Jiayu      |
| Bronze | USA Ryan Murphy   |

## Recordes
Antes desta competição, os recordes mundiais e olímpicos da prova eram os seguintes:
| Tipo | Atleta        | Tempo | Local          | Data                 |
| ---- | ------------- | ----- | -------------- | -------------------- |
|      | Thomas Ceccon | 51.60 | Budapeste      | 20 de junho de 2022  |
|      | Ryan Murphy   | 51.85 | Rio de Janeiro | 13 de agosto de 2016 |

## Resultados

### Preliminares
Os nadadores com os 16 melhores tempos, independente da bateria, avançam às semifinais.
| Pos. | Bateria | Raia | Nadador                | CON                          | Tempo   | Notas |
| ---- | ------- | ---- | ---------------------- | ---------------------------- | ------- | ----- |
| 1    | 5       | 2    | Hubert Kós             | HUN Hungria                  | 52.78   | Q,    |
| 2    | 5       | 6    | Pieter Coetze          | RSA África do Sul            | 52.90   | Q     |
| 3    | 6       | 5    | Apostolos Christou     | GRE Grécia                   | 52.95   | Q     |
| 4    | 6       | 4    | Ryan Murphy            | USA Estados Unidos           | 53.06   | Q     |
| 5    | 4       | 6    | Ksawery Masiuk         | POL Polônia                  | 53.08   | Q     |
| 6    | 4       | 3    | Yohann Ndoye-Brouard   | FRA França                   | 53.20   | Q     |
| 6    | 5       | 4    | Xu Jiayu               | CHN China                    | 53.20   | Q     |
| 8    | 5       | 3    | Evangelos Makrygiannis | GRE Grécia                   | 53.24   | Q     |
| 9    | 5       | 5    | Hunter Armstrong       | USA Estados Unidos           | 53.34   | Q     |
| 10   | 4       | 2    | Miroslav Knedla        | CZE Chéquia                  | 53.41   | Q     |
| 11   | 6       | 3    | Oliver Morgan          | GBR Grã-Bretanha             | 53.44   | Q     |
| 12   | 4       | 4    | Thomas Ceccon          | ITA Itália                   | 53.45   | Q     |
| 13   | 6       | 6    | Mewen Tomac            | FRA França                   | 53.51   | Q     |
| 14   | 4       | 5    | Hugo González          | ESP Espanha                  | 53.68   | Q     |
| 15   | 6       | 8    | Blake Tierney          | CAN Canadá                   | 53.89   | Q     |
| 16   | 6       | 2    | Jonathon Marshall      | GBR Grã-Bretanha             | 53.93   | Q     |
| 17   | 6       | 7    | Roman Mityukov         | SUI Suíça                    | 53.94   |       |
| 18   | 4       | 1    | Ole Braunschweig       | GER Alemanha                 | 53.95   |       |
| 19   | 5       | 7    | Ádám Jászó             | HUN Hungria                  | 53.97   |       |
| 20   | 4       | 8    | Javier Acevedo         | CAN Canadá                   | 54.19   |       |
| 21   | 3       | 1    | Kai van Westering      | NED Países Baixos            | 54.21   |       |
| 21   | 5       | 1    | Isaac Cooper           | AUS Austrália                | 54.21   |       |
| 23   | 4       | 7    | Michele Lamberti       | ITA Itália                   | 54.22   |       |
| 24   | 3       | 7    | Oleksandr Zheltyakov   | UKR Ucrânia                  | 54.32   |       |
| 25   | 6       | 1    | Bradley Woodward       | AUS Austrália                | 54.34   |       |
| 26   | 3       | 5    | Thierry Bollin         | SUI Suíça                    | 54.35   |       |
| 27   | 2       | 8    | Maximillian Wilson     | ISV Ilhas Virgens Americanas | 54.49   |       |
| 28   | 3       | 4    | Adam Maraana           | ISR Israel                   | 54.61   |       |
| 29   | 3       | 6    | Marek Ulrich           | GER Alemanha                 | 54.63   |       |
| 30   | 5       | 8    | Lee Ju-ho              | KOR Coreia do Sul            | 54.65   |       |
| 31   | 3       | 2    | Riku Matsuyama         | JPN Japão                    | 54.71   |       |
| 32   | 3       | 3    | João Costa             | POR Portugal                 | 54.90   |       |
| 33   | 2       | 3    | Srihari Nataraj        | IND Índia                    | 55.01   |       |
| 33   | 2       | 4    | Kane Follows           | NZL Nova Zelândia            | 55.01   |       |
| 35   | 3       | 8    | Ulises Saravia         | ARG Argentina                | 55.03   |       |
| 36   | 2       | 6    | Bernhard Reitshammer   | AUT Áustria                  | 55.13   |       |
| 37   | 2       | 2    | Anthony Rincón         | COL Colômbia                 | 55.42   |       |
| 41   | 2       | 7    | Noe Pantskhava         | GEO Geórgia                  | 56.46   |       |
| 38   | 2       | 1    | Yeziel Morales         | PUR Porto Rico               | 55.76   |       |
| 39   | 1       | 4    | Jack Harvey            | BER Bermudas                 | 55.78   |       |
| 40   | 2       | 5    | Berke Saka             | TUR Turquia                  | 55.85   |       |
| 42   | 1       | 3    | Alexis Kpadi           | BEN Benim                    | 57.61   |       |
| 43   | 1       | 5    | Yazan Al-Bawwab        | PLE Palestina                | 58.26   |       |
| 44   | 1       | 6    | Zackary Gresham        | GRN Granada                  | 58.92   |       |
| 45   | 1       | 7    | Zeke Chan              | BRU Brunei                   | 1:00.38 |       |
| 46   | 1       | 2    | Alan Uhi               | TGA Tonga                    | 1:00.62 |       |

### Semifinais
Os nadadores com os oito melhores tempos, independente da bateria, avançam à final.
| Pos. | Bateria | Raia | Nadador                | CON                | Tempo | Notas |
| ---- | ------- | ---- | ---------------------- | ------------------ | ----- | ----- |
| 1    | 2       | 6    | Xu Jiayu               | CHN China          | 52.02 | Q     |
| 2    | 1       | 7    | Thomas Ceccon          | ITA Itália         | 52.58 | Q     |
| 3    | 1       | 3    | Yohann Ndoye-Brouard   | FRA França         | 52.63 | Q     |
| 3    | 1       | 4    | Pieter Coetze          | RSA África do Sul  | 52.63 | Q,    |
| 5    | 1       | 5    | Ryan Murphy            | USA Estados Unidos | 52.72 | Q     |
| 6    | 2       | 5    | Apostolos Christou     | GRE Grécia         | 52.77 | Q     |
| 7    | 2       | 7    | Oliver Morgan          | GBR Grã-Bretanha   | 52.85 | Q     |
| 8    | 1       | 1    | Hugo González          | ESP Espanha        | 52.95 | Q     |
| 9    | 1       | 6    | Evangelos Makrygiannis | GRE Grécia         | 52.97 |       |
| 10   | 2       | 4    | Hubert Kós             | HUN Hungria        | 52.98 |       |
| 11   | 2       | 2    | Hunter Armstrong       | USA Estados Unidos | 53.11 |       |
| 12   | 1       | 2    | Miroslav Knedla        | CZE Chéquia        | 53.44 |       |
| 13   | 2       | 3    | Ksawery Masiuk         | POL Polônia        | 53.44 |       |
| 14   | 1       | 8    | Jonathon Marshall      | GBR Grã-Bretanha   | 53.46 |       |
| 15   | 2       | 1    | Mewen Tomac            | FRA França         | 53.63 |       |
| 16   | 2       | 8    | Blake Tierney          | CAN Canadá         | 53.71 |       |

### Final
Os três nadadores mais rápidos na final conquistam as medalhas.
| Pos.              | Raia | Nadador              | CON                | Tempo | Notas            |
| ----------------- | ---- | -------------------- | ------------------ | ----- | ---------------- |
| Medalha de ouro   | 5    | Thomas Ceccon        | ITA Itália         | 52.00 |                  |
| Medalha de prata  | 4    | Xu Jiayu             | CHN China          | 52.32 |                  |
| Medalha de bronze | 2    | Ryan Murphy          | USA Estados Unidos | 52.39 |                  |
| 4                 | 7    | Apostolos Christou   | GRE Grécia         | 52.41 |                  |
| 5                 | 6    | Pieter Coetze        | RSA África do Sul  | 52.58 | Recorde africano |
| 6                 | 8    | Hugo González        | ESP Espanha        | 52.73 |                  |
| 7                 | 3    | Yohann Ndoye-Brouard | FRA França         | 52.77 |                  |
| 8                 | 1    | Oliver Morgan        | GBR Grã-Bretanha   | 52.84 |                  |

Legenda
| Recorde mundial      | Recorde mundial (World record)               |                       | Recorde africano                      | Recorde africano (African) |                                           | Q | Classificado por posição (Qualified) |
| Recorde olímpico     | Recorde olímpico (Olympic record)            | Recorde da América    | Recorde da América (Americas)         | q                          | Classificado por melhor tempo (Qualified) |   |                                      |
| Melhor marca do ano  | Melhor marca do ano (World leading)          | Recorde asiático      | Recorde asiático (Asian)              | DNS                        | Não largou (Did not start)                |   |                                      |
| Recorde nacional     | Recorde nacional (National record)           | Recorde europeu       | Recorde europeu (European)            | DNF                        | Não terminou (Did not finish)             |   |                                      |
| Recorde pessoal      | Recorde pessoal do atleta (Personal best)    | Recorde da Oceania    | Recorde da Oceania (Oceania)          | DSQ / DQ                   | Desclassificado (Disqualified)            |   |                                      |
| Recorde da temporada | Recorde da temporada do atleta (Season best) | Recorde sul-americano | Recorde sul-americano (South America) | NM                         | Sem marca (No mark)                       |   |                                      |